# Zhulin (köpinghuvudort i Kina, Hubei Sheng, lat 30,37, long 115,49)
Zhulin är en köpinghuvudort i Kina. Den ligger i provinsen Hubei, i den centrala delen av landet, omkring 120 kilometer öster om provinshuvudstaden Wuhan. Antalet invånare är 30 920. Befolkningen består av 15 543 kvinnor och 15 377 män. Barn under 15 år utgör 21,0 %, vuxna 15-64 år 65 %, och äldre över 65 år 12,0 %.
Runt Zhulin är det tätbefolkat, med 427 invånare per kvadratkilometer. Närmaste större samhälle är Hengche, 13,9 km sydväst om Zhulin. I omgivningarna runt Zhulin växer i huvudsak blandskog.
Genomsnittlig årsnederbörd är 1 892 millimeter. Den regnigaste månaden är maj, med i genomsnitt 282 mm nederbörd, och den torraste är januari, med 46 mm nederbörd.